# هاينريش ماجوس
هاينريش ماجوس (بالألمانية: Heinrich Majus) (و. 1632 – 1696 م) هو فيزيائي، وأستاذ جامعي من ألمانيا . ولد في كاسل .
توفي في رينتلن ، عن عمر يناهز 64 عاماً.